# Paris Saint-Germain Football Club 2012-2013 (femminile)
Questa voce raccoglie le informazioni riguardanti la squadra femminile del Paris Saint-Germain nelle competizioni ufficiali della stagione 2012-2013.

## Divise e sponsor
La grafica è quella adottata dalla squadra maschile del Paris Saint-Germain. Lo sponsor tecnico per la stagione 2012-2013 è Nike, mentre lo sponsor ufficiale è la rete televisiva sportiva globale beIN Sports.
| Casa | Trasferta | Terza divisa |  |

## Organigramma societario
Area tecnica
- Allenatore: Farid Benstiti
- Vice allenatore: Christophe Gamel
- Preparatore dei portieri: José Da Silva
- Preparatore atletico: Dimitri Lipoff
- Fisioterapisti: Jean-Paul Mas, Gwenaëlle Pelé
- Medico sociale: Audrey Loiselay

## Rosa
| N. |                        | Ruolo | Calciatrice        |
| -- | ---------------------- | ----- | ------------------ |
| 1  | Francia (bandiera)     | P     | Bérangère Sapowicz |
| 2  | Francia (bandiera)     | C     | Kenza Dali         |
| 3  | Francia (bandiera)     | D     | Laure Boulleau     |
| 4  | Portogallo (bandiera)  | D     | Mariane Amaro      |
| 5  | Francia (bandiera)     | D     | Sabrina Delannoy   |
| 6  | Francia (bandiera)     | C     | Léa Rubio          |
| 7  | Stati Uniti (bandiera) | A     | Lindsey Horan      |
| 8  | Francia (bandiera)     | D     | Nonna Debonne      |
| 9  | Francia (bandiera)     | D     | Saïda Akherraze    |
| 10 | Germania (bandiera)    | C     | Linda Bresonik     |
| 11 | Francia (bandiera)     | D     | Jessica Houara     |
| 13 | Germania (bandiera)    | D     | Annike Krahn       |

| N. |                        | Ruolo | Calciatrice        |
| -- | ---------------------- | ----- | ------------------ |
| 14 | Francia (bandiera)     | C     | Kheira Hamraoui    |
| 15 | Tunisia (bandiera)     | C     | Ella Kaabachi      |
| 16 | Francia (bandiera)     | P     | Karima Benameur    |
| 17 | Francia (bandiera)     | C     | Aurélie Kaci       |
| 18 | Francia (bandiera)     | D     | Allison Blais      |
| 19 | Tunisia (bandiera)     | A     | Leïla Maknoun      |
| 20 | Francia (bandiera)     | C     | Caroline Pizzala   |
| 24 | Francia (bandiera)     | C     | Elodie Bayle       |
| 27 | Stati Uniti (bandiera) | C     | Tobin Heath        |
| 28 | Costa Rica (bandiera)  | C     | Shirley Cruz Traña |
| 29 | Svezia (bandiera)      | A     | Kosovare Asllani   |
| 30 | Francia (bandiera)     | P     | Véronique Pons     |

## Calciomercato

### Sessione estiva
| Acquisti | Acquisti           | Acquisti          | Acquisti   |
| R.       | Nome               | da                | Modalità   |
| -------- | ------------------ | ----------------- | ---------- |
| P        | Karima Benameur    | Rodez             |            |
| D        | Allison Blais      | Guingamp          |            |
| D        | Annike Krahn       | 2001 Duisburg     |            |
| C        | Linda Bresonik     | 2001 Duisburg     |            |
| C        | Shirley Cruz Traña | Olympique Lione   |            |
| C        | Kheira Hamraoui    | Saint-Étienne     |            |
| C        | Lindsey Horan      | Colorado Rush     |            |
| C        | Aurélie Kaci       | Olympique Lione   | svincolata |
| A        | Kosovare Asllani   | Kristianstads DFF |            |

| Cessioni | Cessioni           | Cessioni            | Cessioni |
| R.       | Nome               | a                   | Modalità |
| -------- | ------------------ | ------------------- | -------- |
| P        | Nelly Mutnik       |                     | ritiro   |
| D        | Delphine Blanc     |                     | ritiro   |
| D        | Julie Soyer        | FCF Juvisy          |          |
| C        | Solène Barbance    | Peamount United     |          |
| C        | Élise Bussaglia    | Olympique Lione     | [ 1 ]    |
| C        | Nora Coton-Pélagie | Issy-les-Moulineaux |          |
| C        | Léa Le Garrec      | Guingamp            |          |
| C        | Alexandra Long     | New York Fury       |          |
| C        | Ella Masar         | Chicago Stars       |          |
| A        | Aurélie Conforti   | Issy-les-Moulineaux |          |
| A        | Candice Prévost    |                     | ritiro   |
| A        | Cindy Thomas       | Vendenheim          |          |

### Sessione invernale
| Acquisti | Acquisti    | Acquisti      | Acquisti |
| R.       | Nome        | da            | Modalità |
| -------- | ----------- | ------------- | -------- |
| C        | Tobin Heath | New York Fury |          |

| Cessioni | Cessioni | Cessioni | Cessioni |
| R.       | Nome     | a        | Modalità |
| -------- | -------- | -------- | -------- |
|          |          |          |          |

## Risultati

### Division 1

#### Girone di andata
| Arbitro: | Craipeau |

|           |           |              |
| Morel 80’ | Marcatori | 41’ Hamraoui |

| Arbitro: | Mougeot |

|  |           |                                                           |
|  | Marcatori | 9’ Dali 23’ Boulleau 30’ Hamraoui 38’ Horan 90+3’ Maknoun |

| Arbitro: | Bonnin |

|           |           |                       |
| Delie 72’ | Marcatori | 90+1’ (rig.) Delannoy |

| Arbitro: | Bartnik |

|  |           |                                                    |
|  | Marcatori | 31’, 56’ Asllani 40’, 62’ Horan 48’ Krahn 84’ Dali |

| Arbitro: | Craipeau |

|                                                                 |           |  |
| Asllani 1’, 47’, 81’ Delannoy 18’ (rig.) Bresonik 26’ Horan 61’ | Marcatori |  |

| Arbitro: | Nicolosi |

|  |           |                       |
|  | Marcatori | 3’ Hamraoui 76’ Horan |

| Arbitro: | Coppola |

|                                                     |           |  |
| Dali 14’ Asllani 55’ Hamraoui 66’, 88’ Bresonik 80’ | Marcatori |  |

| Arbitro: | Maubacq |

|  |           |                                   |
|  | Marcatori | 5’ Horan 21’ Bresonik 28’ Asllani |

| Arbitro: | Craipeau |

|  |           |                  |
|  | Marcatori | 72’ (rig.) Henry |

| Arbitro: | Vanstaevel |

|  |           |                        |
|  | Marcatori | 17’, 54’, 65’ Bresonik |

| Arbitro: | Bartnik |

|                        |           |                 |
| Horan 59’ Bresonik 84’ | Marcatori | 12’ (aut.) Pons |

#### Girone di ritorno
| Arbitro: | Coppola |

|                                               |           |            |
| Horan 12’ Dali 44’ Boulleau 70’ Asllani 90+1’ | Marcatori | 71’ Moreau |

| Arbitro: | Nicolosi |

|                                  |           |            |
| Bresonik 7’ Asllani 68’ Dali 71’ | Marcatori | 59’ Lattaf |

| Arbitro: | Vives Solana |

|                              |           |  |
| Cruz 74’, 76’ Kaabachi 90+2’ | Marcatori |  |

| Arbitro: | Guillemin |

|            |           |                                     |
| Lernon 22’ | Marcatori | 4’, 83’ Horan 12’ Heath 68’ Asllani |

| Arbitro: | Lasalle |

|                    |           |  |
| Horan 31’ Dali 56’ | Marcatori |  |

| Arbitro: | Efe |

|  |           |                                        |
|  | Marcatori | 23’ Hamraoui 31’, 50’ Kaci 57’ Asllani |

| Arbitro: | Vives Solana |

|                                        |           |  |
| Heath 8’ Horan 50’ Delannoy 64’ (rig.) | Marcatori |  |

| Arbitro: | Ily |

|                                   |           |  |
| Schelin 39’, 62’ Henry 67’ (rig.) | Marcatori |  |

| Arbitro: | Maubacq |

|                                                                                                |           |  |
| Asllani 9’, 14’, 70’, 89’ Bresonik 25’, 28’, 51’ Delannoy 30’ (rig.) Horan 82’, 90+1’ Cruz 85’ | Marcatori |  |

| Arbitro: | Mougeot |

|               |           |  |
| Horan 9’, 51’ | Marcatori |  |

| Arbitro: | Lassalle |

|                                           |           |  |
| Asllani 18’, 60’ Horan 67’ Heath 69’, 71’ | Marcatori |  |

### Coppa di Francia
| Arbitro: | Zaouak |

|  |           |                                                                             |
|  | Marcatori | 2’ Cruz 6’ Heath 10’, 35’ Asllani 24’, 59’, 74’ Horan 71’ Hamraoui 87’ Dali |

| Arbitro: | Coppola |

|  |           |                                                       |
|  | Marcatori | 11’ Dali 30’ Hamraoui 32’, 51’, 76’ Cruz 44’ Boulleau |

| Arbitro: | Guillemin |

|                     |           |  |
| Cruz 6’ Asllani 16’ | Marcatori |  |

| Arbitro: | Zinck |

|  |           |                    |
|  | Marcatori | 47’, 90+3’ Asllani |

| Arbitro: | Coppola |

|                          |           |  |
| Chaumette 27’ Gherbi 83’ | Marcatori |  |

## Statistiche

### Statistiche di squadra
| Competizione     | Punti | In casa | In casa | In casa | In casa | In casa | In casa | In trasferta | In trasferta | In trasferta | In trasferta | In trasferta | In trasferta | Totale | Totale | Totale | Totale | Totale | Totale | DR  |
| Competizione     | Punti | G       | V       | N       | P       | Gf      | Gs      | G            | V            | N            | P            | Gf           | Gs           | G      | V      | N      | P      | Gf     | Gs     | DR  |
| ---------------- | ----- | ------- | ------- | ------- | ------- | ------- | ------- | ------------ | ------------ | ------------ | ------------ | ------------ | ------------ | ------ | ------ | ------ | ------ | ------ | ------ | --- |
| Division 1       | 78    | 11      | 10      | 0       | 1       | 44      | 4       | 11           | 8            | 2            | 1            | 31           | 6            | 22     | 18     | 2      | 2      | 75     | 10     | +65 |
| Coppa di Francia | -     | 1       | 1       | 0       | 0       | 2       | 0       | 4            | 3            | 0            | 1            | 17           | 2            | 5      | 4      | 0      | 1      | 19     | 2      | +17 |
| Totale           | -     | 12      | 11      | 0       | 1       | 46      | 4       | 15           | 11           | 2            | 2            | 48           | 8            | 27     | 22     | 2      | 3      | 94     | 12     | +82 |

### Andamento in campionato
| Giornata  | 1 | 2 | 3 | 4 | 5 | 6 | 7 | 8 | 9 | 10 | 11 | 12 | 13 | 14 | 15 | 16 | 17 | 18 | 19 | 20 | 21 | 22 |
| --------- | - | - | - | - | - | - | - | - | - | -- | -- | -- | -- | -- | -- | -- | -- | -- | -- | -- | -- | -- |
| Luogo     | T | T | T | T | C | T | C | T | C | T  | C  | C  | C  | C  | T  | C  | T  | C  | T  | C  | T  | C  |
| Risultato | N | V | N | V | V | V | V | V | P | V  | V  | V  | V  | V  | V  | V  | V  | V  | P  | V  | V  | V  |
| Posizione | 6 | 5 | 6 | 4 | 3 | 3 | 3 | 2 | 3 | 2  | 2  | 2  | 2  | 2  | 2  | 2  | 2  | 2  | 2  | 2  | 2  | 2  |

Legenda:

Luogo: C = Casa; T = Trasferta. Risultato: V = Vittoria; N = Pareggio; P = Sconfitta.

### Statistiche delle giocatrici
| Giocatore             | Division 1 | Division 1 | Division 1  | Division 1 | Coppa di Francia | Coppa di Francia | Coppa di Francia | Coppa di Francia | Totale   | Totale | Totale      | Totale     |
| Giocatore             | Presenze   | Reti       | Ammonizioni | Espulsioni | Presenze         | Reti             | Ammonizioni      | Espulsioni       | Presenze | Reti   | Ammonizioni | Espulsioni |
| --------------------- | ---------- | ---------- | ----------- | ---------- | ---------------- | ---------------- | ---------------- | ---------------- | -------- | ------ | ----------- | ---------- |
| S. Akherraze          | 11         | 0          | 0           | 0          | 0                | 0                | 0                | 0                | 11       | 0      | 0           | 0          |
| M. Amaro Goux         | 3          | 0          | 0           | 0          | 1                | 0                | 0                | 0                | 4        | 0      | 0           | 0          |
| K. Asllani            | 19         | 17         | 1           | 0          | 4                | 5                | 1                | 0                | 23       | 22     | 2           | 0          |
| H. Badiaga            | 1          | 0          | 0           | 0          | -                | -                | -                | -                | 1        | 0      | 0           | 0          |
| K. Benameur Taieb     | 8          | 0          | 0           | 0          | 4                | 0                | 0                | 0                | 12       | 0      | 0           | 0          |
| A. Blais              | 1          | 0          | 0           | 0          | -                | -                | -                | -                | 1        | 0      | 0           | 0          |
| L. Boulleau           | 19         | 2          | 0           | 0          | 5                | 1                | 0                | 0                | 24       | 3      | 0           | 0          |
| L. Bresonik           | 14         | 11         | 1           | 0          | 2                | 0                | 1                | 0                | 16       | 11     | 2           | 0          |
| A. Compper Banguillot | 0          | 0          | 0           | 0          | -                | -                | -                | -                | 0        | 0      | 0           | 0          |
| S. Cruz               | 21         | 3          | 2           | 0          | 5                | 5                | 0                | 0                | 26       | 8      | 2           | 0          |
| K. Dali               | 21         | 6          | 1           | 0          | 5                | 2                | 0                | 0                | 26       | 8      | 1           | 0          |
| N. Debonne            | 15         | 0          | 0           | 0          | 2                | 0                | 0                | 0                | 17       | 0      | 0           | 0          |
| S. Delannoy           | 21         | 4          | 2           | 0          | 5                | 1                | 0                | 0                | 26       | 5      | 2           | 0          |
| K. Hamraoui           | 19         | 6          | 0           | 0          | 4                | 2                | 1                | 0                | 23       | 8      | 1           | 0          |
| T. Heath              | 8          | 4          | 0           | 0          | 4                | 1                | 1                | 0                | 12       | 5      | 1           | 0          |
| L. Horan              | 20         | 17         | 3           | 0          | 5                | 3                | 0                | 0                | 25       | 20     | 3           | 0          |
| J. Houara             | 19         | 0          | 1           | 0          | 5                | 0                | 0                | 0                | 24       | 0      | 1           | 0          |
| E. Kaabachi           | 8          | 1          | 0           | 0          | 1                | 0                | 0                | 0                | 9        | 1      | 0           | 0          |
| A. Kaci               | 22         | 2          | 1           | 0          | 5                | 0                | 0                | 0                | 27       | 2      | 1           | 0          |
| A. Krahn              | 17         | 1          | 1           | 0          | 2                | 0                | 0                | 0                | 19       | 1      | 1           | 0          |
| L. Maknoun            | 1          | 1          | 0           | 0          | -                | -                | -                | -                | 1        | 1      | 0           | 0          |
| C. Pizzala            | 14         | 0          | 1           | 0          | 5                | 0                | 0                | 0                | 19       | 0      | 1           | 0          |
| V. Pons               | 14         | -10        | 0           | 0          | 1                | 0                | 0                | 0                | 15       | -10    | 0           | 0          |
| L. Rubio              | 0          | 0          | 0           | 0          | -                | -                | -                | -                | 0        | 0      | 0           | 0          |
| B. Sapowicz           | 0          | 0          | 0           | 0          | -                | -                | -                | -                | 0        | 0      | 0           | 0          |